# Oberiou

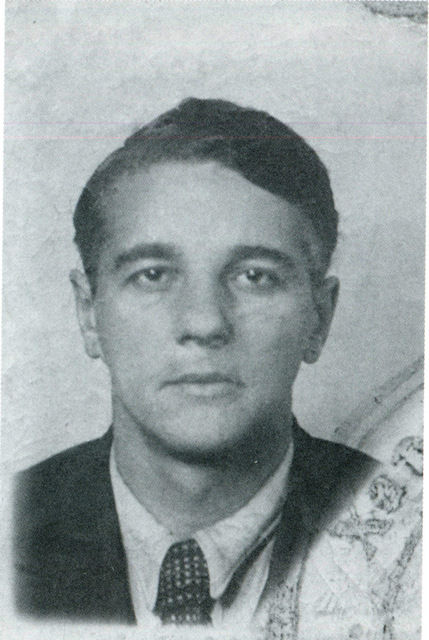
Alexandre Vvedenski

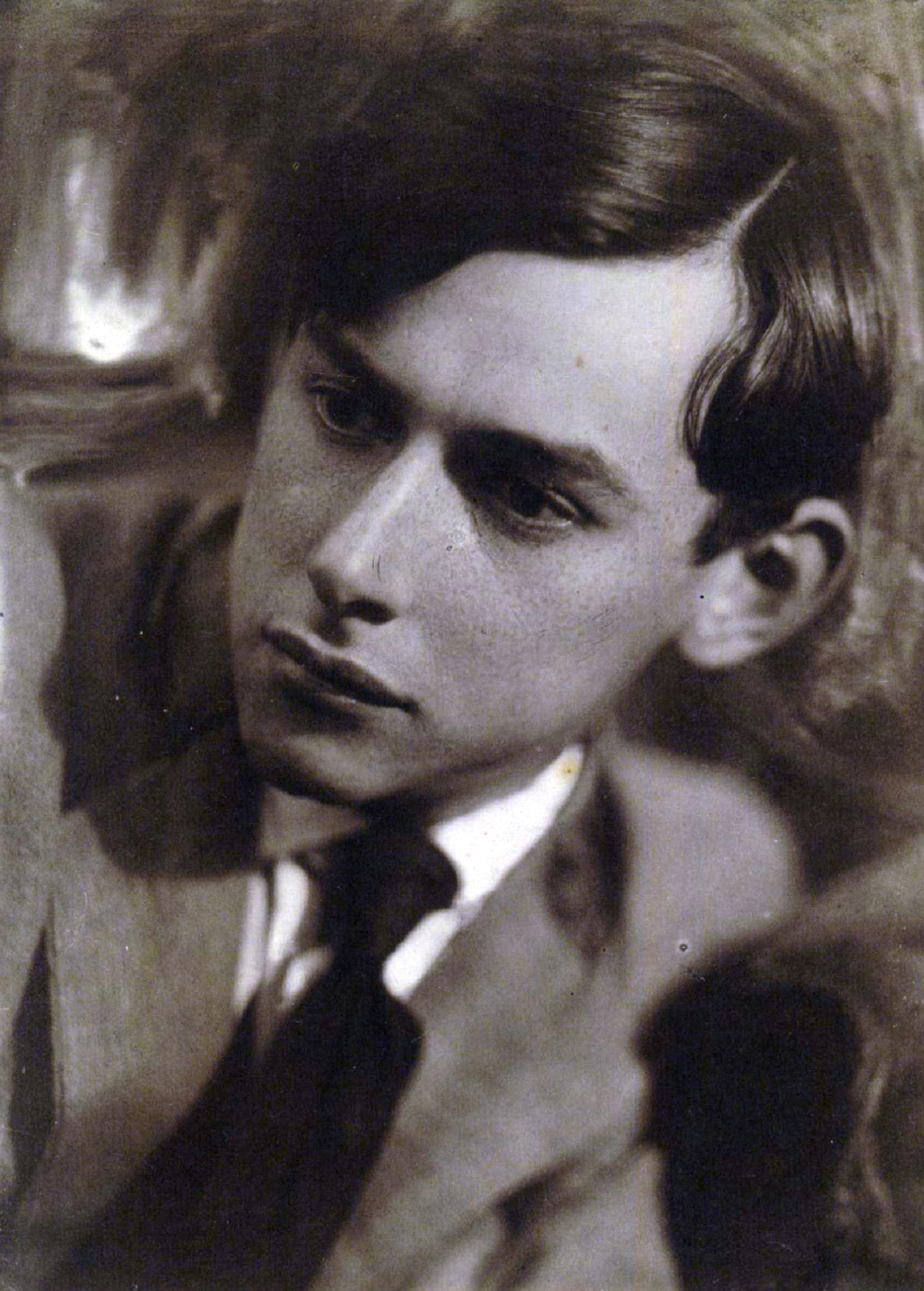
Konstantin Vaguinov

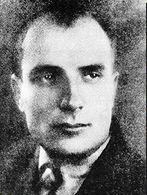
Nikolaï Oleïnikov

L'Oberiou, OBeRIou ou OBERIOU (Rassemblement pour l'Unique Art Réel, en russe : Объединение единственно реального искусства), c'est-à-dire Association pour l'Art réel) est un mouvement d'avant-garde de futuristes russes – écrivains, musiciens et artistes – qui a eu une existence éphémère au cours des années 1920 et 1930. Le groupe s'était formé dans le contexte de « l'intense centralisation de la culture soviétique » et du déclin de la culture avant-gardiste de Leningrad, alors que les groupes « de gauche » se trouvaient de plus en plus marginalisés.
Fondé en 1928 par Daniil Kharms et Alexandre Vvedenski, l'Oberiou acquiert la notoriété par ses manifestations artistiques provocantes, parmi lesquelles des acrobaties de cirque, des lectures publiques de poèmes perçus comme absurdes, et des représentations théâtrales telles que Elizabeth Bam, de Kharms, qui préfigurait le Théâtre de l'absurde européen. Les représentations avaient lieu aussi bien dans des auditoriums d'université, des foyers ou des prisons, que dans des salles de spectacle.
Les actions du groupe sont tournées en dérision et qualifiées de « hooliganisme littéraire » dans la presse de plus en plus conservatrice des années 1920. Elles font l'objet de condamnations dans les années 1930, et beaucoup de ses membres sont arrêtés. L'Oberiou, souvent qualifié de « dernière avant-garde soviétique », sera parfois contraint de se réfugier dans le créneau de la littérature pour enfants (Vvedenski, Kharms, Vladimirov, etc).

## Origines
Le mouvement Oberiou, influencé à ses débuts par les futuristes (en particulier Khlebnikov) et par le postsymboliste Khodassevitch, rejette toutefois la tendance zaoum (hermétique, absconse) dans le langage et l'art. Il commence à prendre forme dès 1925 sous le nom officieux de Tchinari. La future association se concrétise en 1926 (Daniil Kharms, Alexandre Vvedenski, Nikolaï Zabolotski, Igor Bakhterev) lors de la naissance de l'« Aile gauche » (Левый фланг), qui prend en 1927 le nom d’Académie des Classiques de gauche (Академия левых классиков) et enfin d'Oberiou. Elle comprend, outre des poètes, des acteurs, des musiciens et des réalisateurs de films.
La première manifestation publique du mouvement, organisée par Vvedenski et intitulée Trois heures de gauche (Три левых часа) a lieu le 24 janvier 1928 à la Maison de la Presse de Leningrad. Elle est ensuite évoquée de manière ironique dans le roman de Konstantin Vaguinov, Le Chant du Bouc.

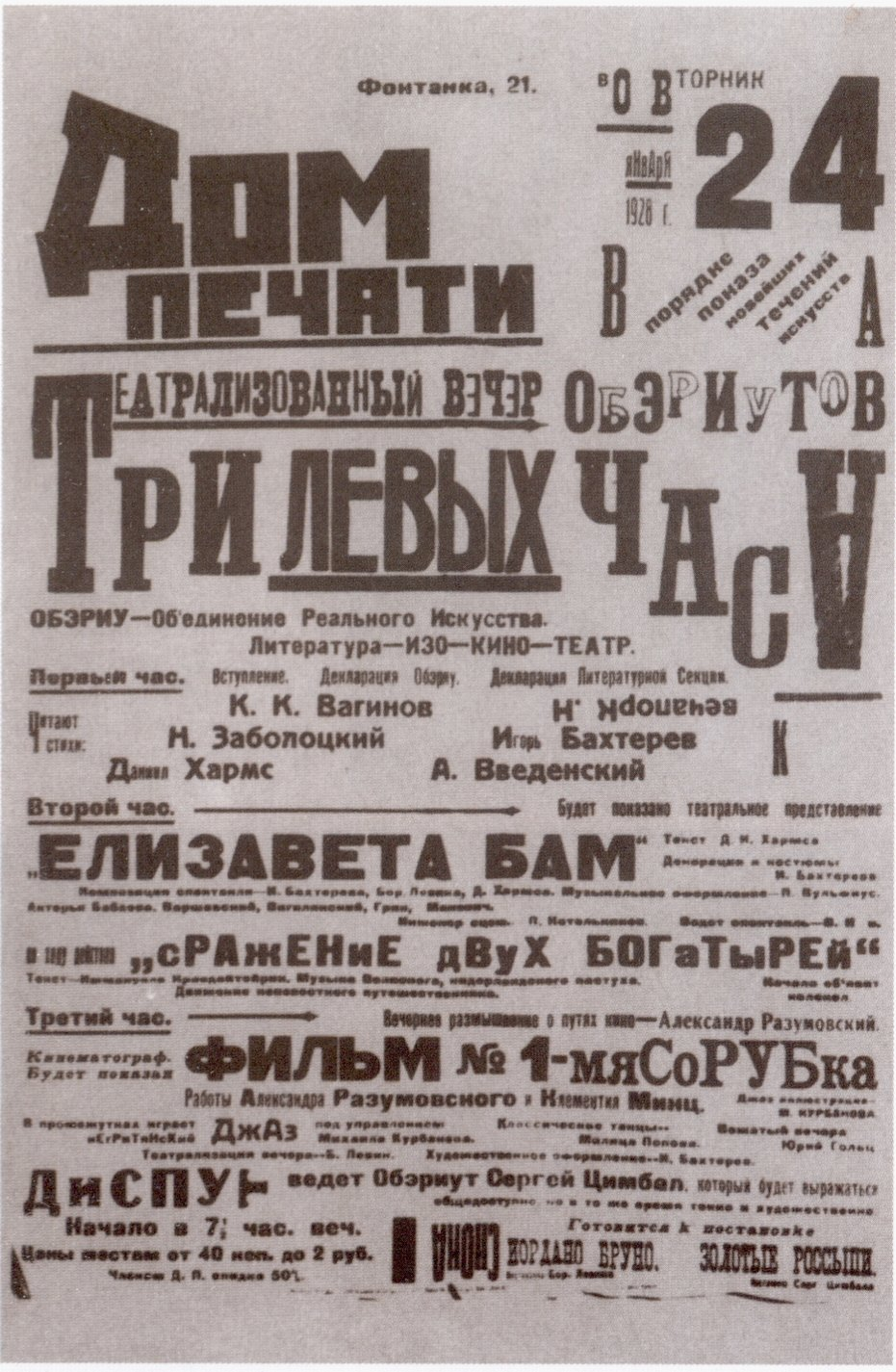
Affiche de l'événement poétique "Trois heures de gauche", auteur Daniil Kharms.

Élaboré collectivement, le manifeste de l'Oberiou aurait été finalisé par le poète Nikolaï Zabolotski, aidé de Kharms.
Le peintre Kasimir Malevitch abrite l'Oberiou dans son nouvel institut artistique, leur permettant de répéter dans l'un des auditoriums. Il aurait déclaré aux jeunes oberioutes (обэриуты) : « Vous êtes de jeunes perturbateurs, et moi un vieux. Voyons ce que nous pouvons faire. » Il fait don d'un de ses livres (Dieu ne se décourage pas) à Daniil Kharms, membre fondateur du mouvement, en y portant l'inscription « Avance et arrête le progrès ! »[réf. nécessaire].

## Déclin et héritage
L'existence de l'Oberiou se termine en 1931, lorsque Vvedenski, Kharms et Bakhterev sont arrêtés et exilés pour raisons politiques. Par la suite, les anciens membres du groupe continuent à maintenir des amitiés personnelles.
D'entre les participants au mouvement, seuls Zabolotski et Vaguinov auront la possibilité de publier leurs œuvres dans les années 1920-30, si l'on excepte les nombreuses publications destinées aux enfants. Le recueil oberioute collectif Le Bain d'Archimède (Ванна Архимеда) n'est pas publié du vivant de ses auteurs.
Oleïnikov (Un Poète Fusillé, préface et traduction par Anne de Pouvourville, édition Gallimard) est fusillé en 1937, Kharms et Vvedenski meurent en prison (1941-42), Lipavski et Levine tombent au front pendant la Seconde Guerre mondiale. Pendant la guerre et en particulier le siège de Léningrad, de nombreuses œuvres et archives disparaissent. Ainsi ne subsiste de l'œuvre de Iouri Vladimirov qu'un seul récit, Fizkoultournik ; des œuvres de Levine subsistent seules celles destinées aux enfants, son roman L'Origine de Théocrite notamment ayant disparu. Tout comme de nombreuses pièces de théâtre et des ouvrages en prose de Vvedenski (dont le roman Assassins imbéciles, Убийцы вы дураки). Une importante collection de manuscrits de Kharms, conservés par sa femme, Marina Malitch, a toutefois été sauvée de la destruction par Iakov Drouskine.
Jusqu'en 1956 et l'ère de « dégel » initiée par Khrouchtchev, il n'est pas question d'évoquer les œuvres des oberioutes. Font exception les poèmes de Zabolotski, qui, après cinq ans de camp, renonce à ses premières orientations poétiques, et les pièces semi-officielles de Bakhterev, lequel continue toutefois à écrire clandestinement des nouvelles et des poèmes avant-gardistes. 
À partir de 1956, les poèmes pour enfants de Kharms et Vvedenski commencent à être réédités en URSS, et leurs autres œuvres commencent à être diffusées à l'ouest, en grande partie grâce à Mikhaïl Meïlakh et Vladimir Erlia.
En 1960, Lydia Tchoukovskaïa rappelle dans son ouvrage célèbre Dans le laboratoire du rédacteur (В лаборатории редактора) l'existence de l'Oberiou.
Depuis la perestroïka dans la seconde moitié des années 1980, les œuvres des oberioutes ont commencé à être largement diffusées en URSS, et continuent à l'être en Russie.

## Membres
- Igor Bachterev (1908–1996)
- Daniil Charms (1905–1942, mort de faim en prison)
- Iakov Drouskine (1902-1980)
- Dojwber Lewin (de), né Boris Mikhaïlovitch Levine, (1904-1942)
- Klimenti Borisowitsch Minz (1908–1995)
- Nikolaï Oleïnikov (ru) (1898-1937)[7]
- Alexandre Razoumovski (1907-1980)
- Nikolaï Zabolotski (1903–1958)
- Constantin Vaguinov (1899–1934, mort de tuberculose)
- Alexandre Vvedenski (1904–1941, mort en transfert de prisonniers)

## Influence
Bien qu'éphémère, le mouvement Oberiou semble avoir influencé durablement la culture russe. Ses idées et ses tendances artistiques se retrouvent, explicitement ou non, dès les années 1960-70 dans les milieux artistiques non officiels. Depuis la fin des années 1980, une sorte de ferveur s'est développée en Russie autour de ses écrivains longtemps oubliés. L'Oberiou a été considéré comme une sorte de chaînon manquant entre l'avant-garde russe historique et la nouvelle. Des poètes tels que Guenrikh Sapguir, Alexeï Khvostenko, Anri Volokhonski, Lev Rubinstein, Dmitri Prigov, Timour Kibirov (ru), Edouard Limonov étaient certainement familiarisés avec les œuvres de l'Oberiou par le biais des samizdats qui circulaient sous le manteau, et leurs écrits reflètent cette connaissance, quoique de différentes façons. Le poète Oleg Grigoriev (1943-1992) est également considéré comme se situant dans la lignée de l'Oberiou.
Le groupe musical d'avant-garde N.O.M. emprunte largement à l'Oberiou, mentionnant Kharms et Oleïnikov parmi ses influences poétiques ; les morceaux de son album intitulé Un album d'art réel y font référence. Le musicien punk rock Egor Letov a également mentionné Vvedenski comme source d'inspiration pour ses textes.

## Citations
- « La poésie n'est pas de la semoule, qu'on avale sans mâcher et qu'on oublie aussitôt »[8].

## Œuvres en français
- La Baignoire d'Archimède. Anthologie bilingue des poètes de l'Obèriou (Harms, Vvédenski, Zabolotski, Oleïnikov, Bakhtérev, Vaguinov, Tiouvéliev, Gor). Choisi, traduit, préfacé et annoté par Henri Abril, Éditions Circé 2012  (ISBN 978-2-84242-331-5).
- Daniil Harms. Incidents et autres proses, éditions Circé 2006.
- Nikolaï Oleïnikov : Un Poète Fusillé, préface et traduction par Anne de Pouvourville, éditions Gallimard, 2016, 224 pages.